# Harald Puetz

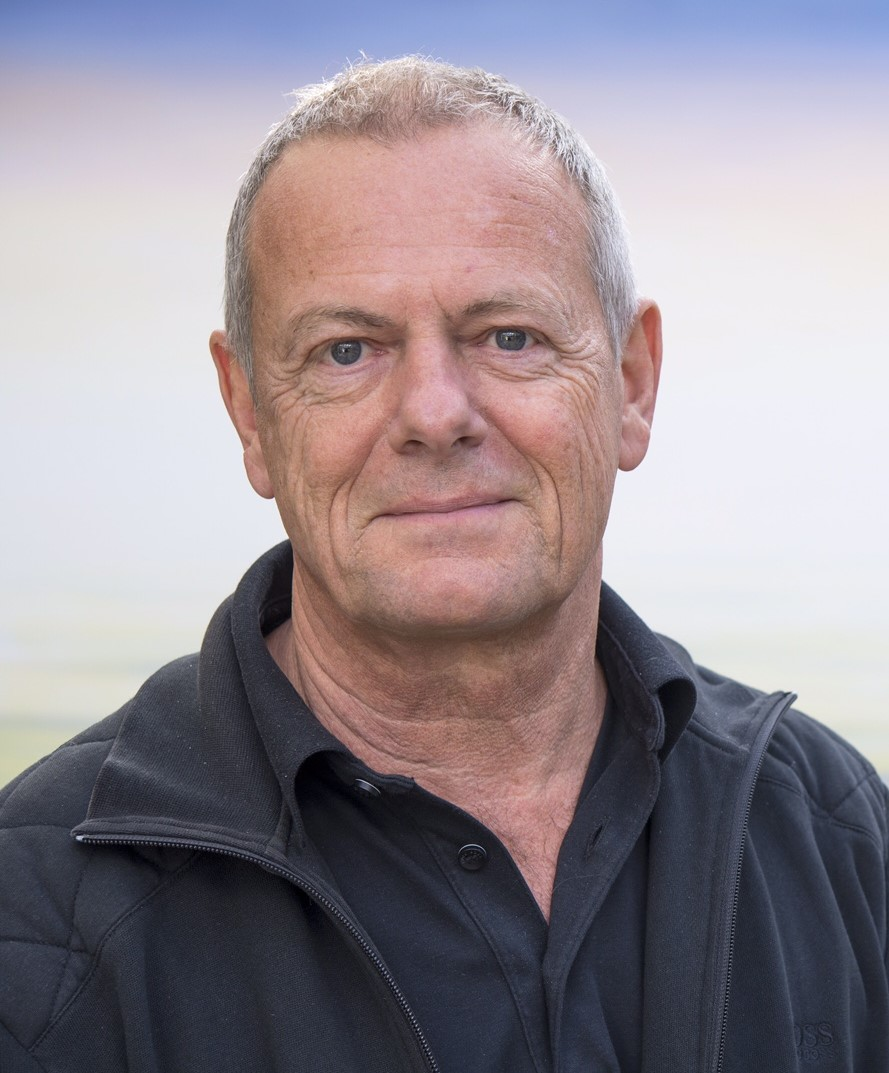
Harald Puetz (2015)

Harald Puetz (* 1950 in Bamberg) ist ein deutscher Maler und Objektkünstler, der sich in seinem Werk schwerpunktmäßig mit dem Phänomen Licht und dessen Darstellung auseinandersetzt.

## Leben
Harald Puetz studierte 1973–1978 an der Akademie der Bildenden Künste München bei Th. Zacharias, H. Butz und H. Sturm; Abschluss mit 1. und 2. Staatsexamen. Nach seiner Lehrtätigkeit ist er seit 1985 freischaffender Künstler.
Ausstellungen bundesweit, in Europa, sowie in New York und Shanghai. Seine Werke befinden sich in den Kunstbeständen zahlreicher Privatsammlungen, Banken und Institutionen und wurden beim Neumeister Münchener Kunstauktionshaus auktioniert.
Harald Puetz lebt und arbeitet in München und Imperia (Ligurien)/Italien.

## Werk (Leinwand)
Der Umgang mit Licht in der modernen Kunst basiert üblicherweise auf technikgestützten Möglichkeiten, wie es z. B. die Lichtinstallationen von James Turrell und Dan Flavin verfolgen. Puetz hingegen sucht eine Lichtwirkung mit den klassischen Mitteln der Malerei zu erzeugen. Dabei knüpft er, der Einschätzung des Kunsthistorikers Hajo Düchting folgend, mit seiner Darstellung an die große Tradition der Licht-Malerei von William Turner bis Mark Tobey an, in der er aber seine ganz eigene Ausdrucksform entwickelt hat.
Inspiriert von Salvador Dalí, der wie Max Ernst oder André Breton die kausale Welt hinter sich lassen wollte, malt Harald Puetz Ende der 1970er-Jahre eine Reihe an Werken, die dem Surrealismus zuzuordnen sind. Das Licht in den – meist verlassenen – Landschaften ist bereits integraler Bestandteil seiner Werke, ob als Lichtstreif am Horizont oder als Akzentgeber in Form von Sternenlicht, künstlichem Licht und als überirdische Lichtquelle. In dieser frühen Werkphase entsteht auch die Werkgruppe der „Lichtfelder“, in der der Künstler mit dem Überlagern von Bildelementen experimentiert.

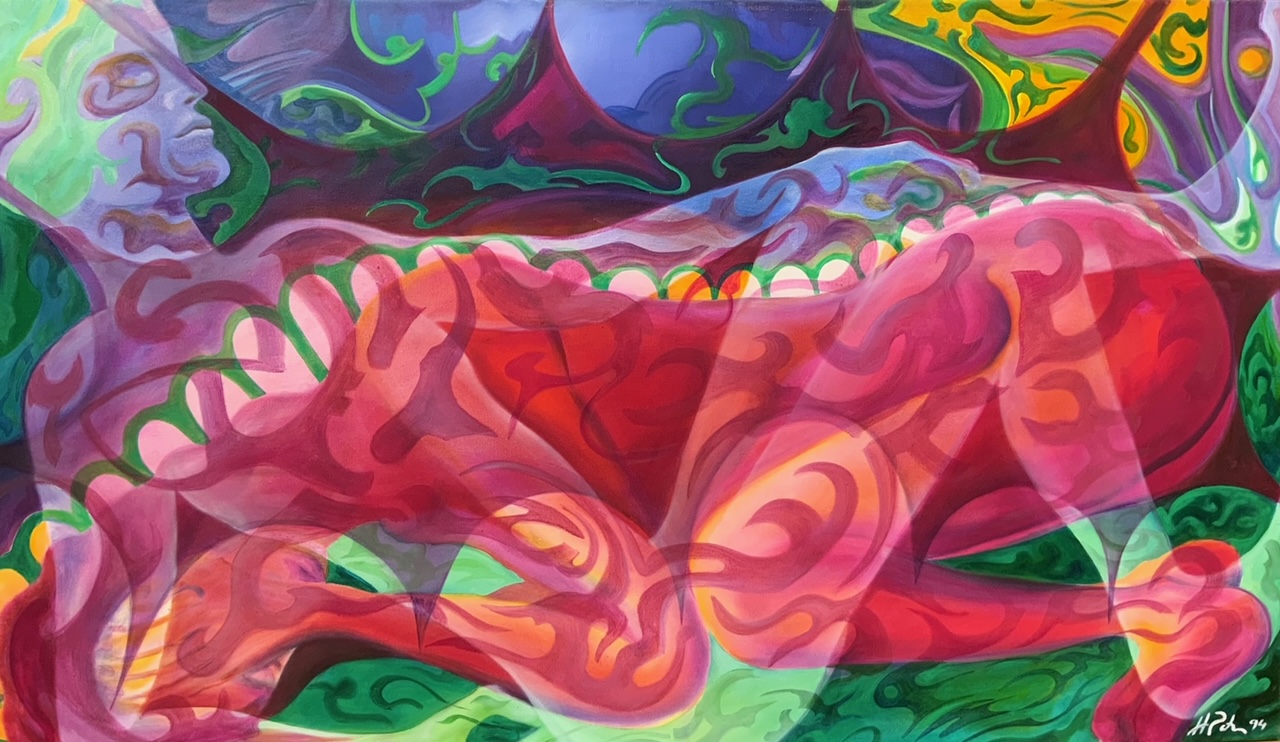
Harald Puetz, Adam und Eva III, 1994, Öl auf Leinwand, 70 × 120 cm

Anfang der 1990er-Jahre steigert Puetz die Überlagerung von Farbschichten und Formen. Es sind nun weniger Landschaften als vor allem Figuren, Akte und ornamentale Strukturen, die so „übereinandergelegt sind, dass die unteren partiell durchschimmern, wodurch sich eine Tiefenschichtung mit Durchdringungen ergibt“. Die charakteristischen Überblendungen von Groß- und Kleinformen und Mehrfachdurchdringungen zeigen sich in einer Vielzahl seiner Werke für das insbesondere das Gemälde Adam und Eva III (1993) ein markantes Beispiel darstellt.
Die Überblendung und die Ornamentik verlässt Puetz bereits Mitte der 1990er-Jahre, hält jedoch an dem System der Groß- und Binnenformen fest.
Das Jahr 1998 gilt als Zäsur im Werk des Künstlers, in dem er sich von der Aktmalerei und dem Gegenständlichen abwendet. Binnenformen, wie sie das Bild Carne Vale (1998) noch zeigt, werden sukzessive zu kalligrafischen Zeichen und Farbschwüngen, woraus Puetz seine Werkgruppe der „Farbspuren“ entwickelt. 2001 geht diese in die lange Phase der „Lichtspuren“ über, bei denen Puetz in der Pinselführung von den kalligrafischen Schwüngen zu geraden (Farb-)Bahnen findet.

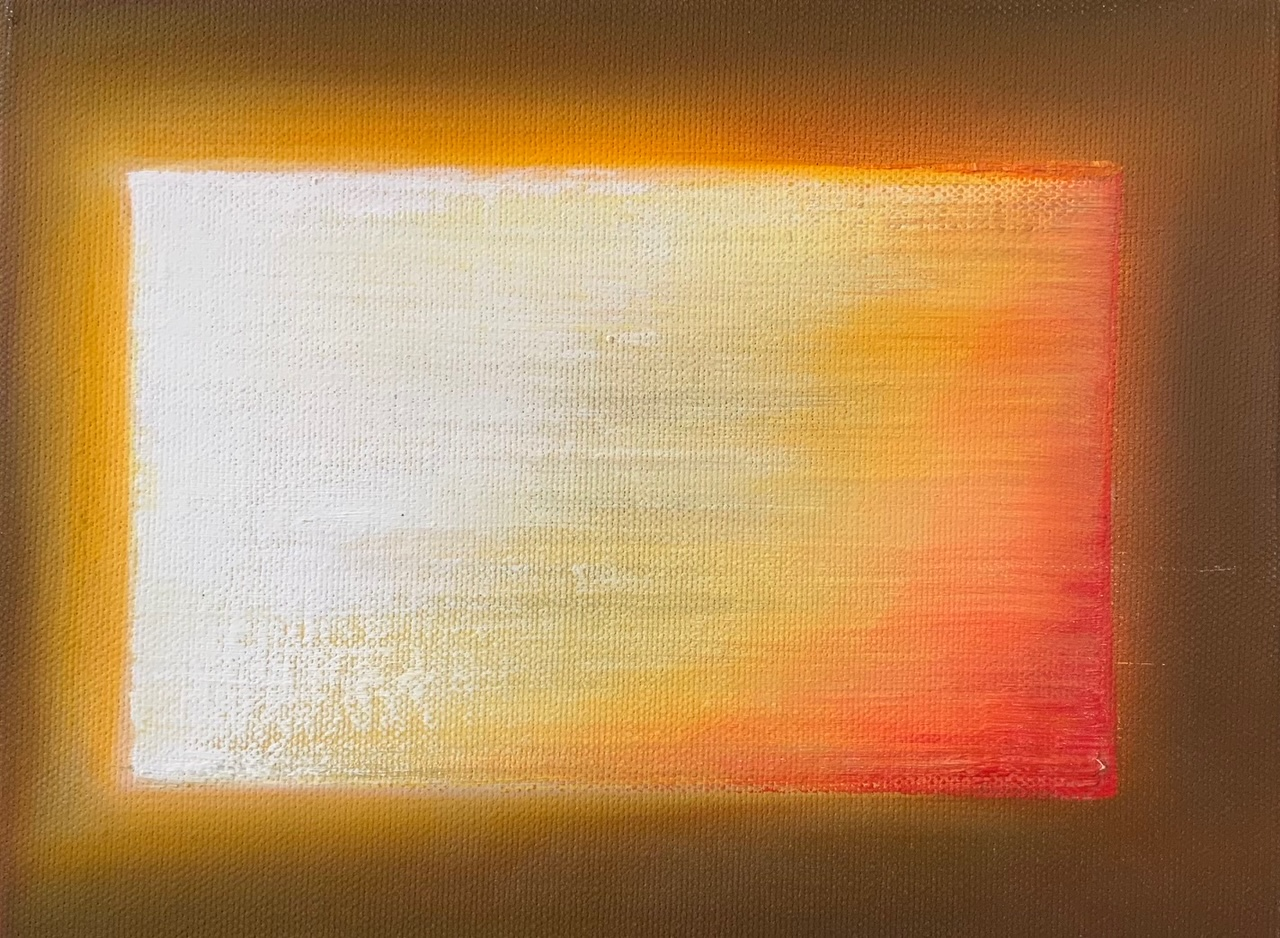
Harald Puetz, Lichtspur Weiß-Gelb-Rot über Umbra, 2001, Öl auf Leinwand, 18 × 24 cm

Mit Beginn der Lichtspuren bestimmt die Farbfeldmalerei die Ästhetik des Bildaufbaus. Auf einem anfangs noch unifarbenen Untergrund arbeitet er in groben Pinselstrichen ein rechteckiges Binnenfeld, das einen Rand stehen lässt. Gegenläufige Bewegungen verschiedener Farben und Duktus zeigen sich ebenso, wie assoziativ-landschaftliche Motive, besonders dann, wenn zwei Farbspuren stärker miteinander kontrastieren und einen Horizont bilden. Allen Lichtspuren gemein sind Helligkeitsverläufe von links nach rechts, rechts nach links oder von außen nach innen. Dabei erhöht Puetz den Weißanteil derart gekonnt – mal an den Rändern innerhalb des Binnenfeldes mal an der Grenze zum stehengebliebenen Rand außerhalb des Binnenfeldes – dass sich auf der Leinwand eine starke Leuchtkraft einstellt, die dem Betrachter eine physische Lichtquelle suggeriert (vgl. Lichtspur Weiß-Gelb-Rot über Umbra, 2001). Diese Lichtwirkung erzeugt zugleich ein eigentümliches Schweben des Binnenfeldes.

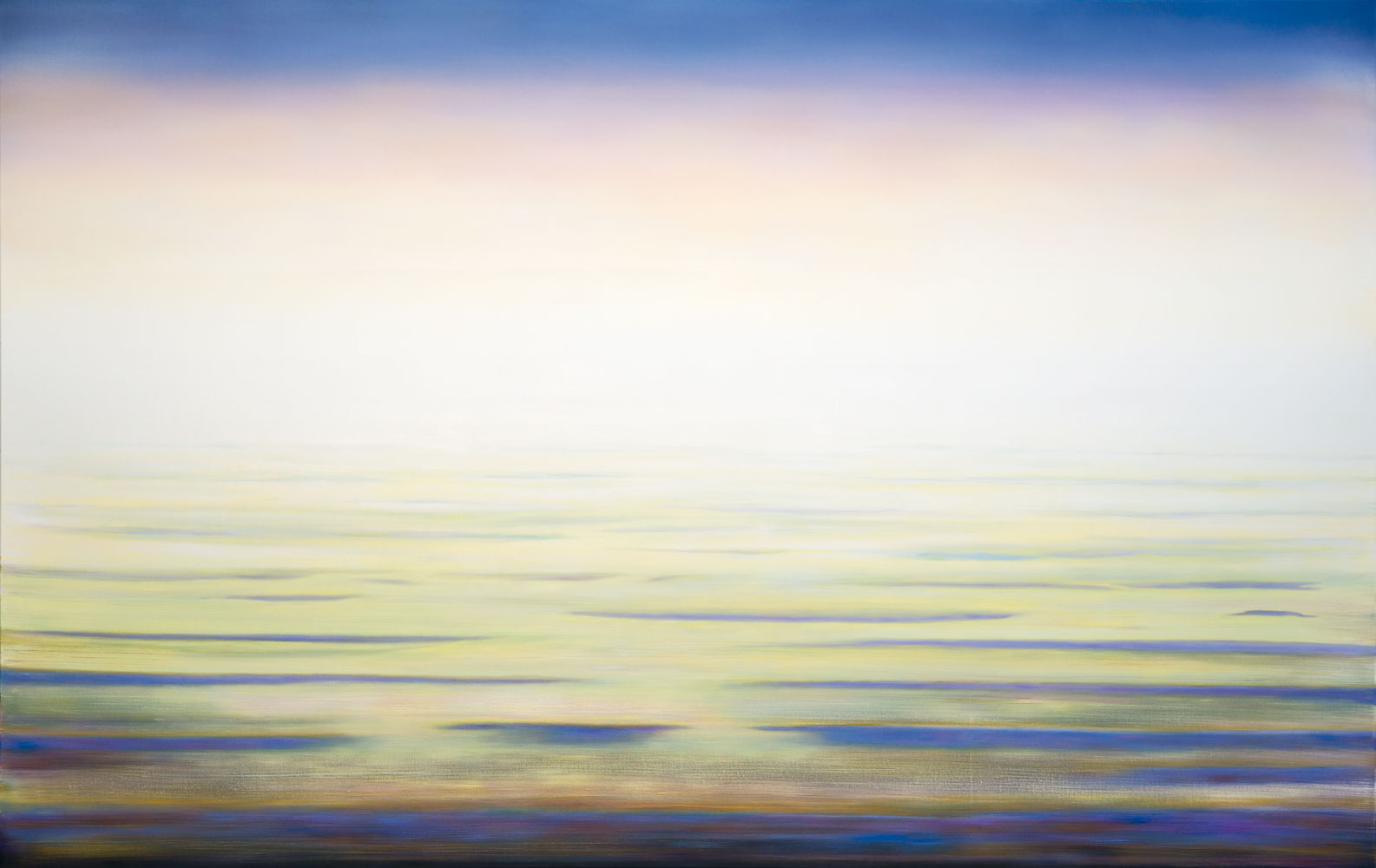
Harald Puetz, Lichtraum Chiffre 08/09/15, 2015, Öl auf Leinwand, 190 × 300 cm

Ab 2013 konzentriert Puetz das Licht in die horizontale Bildmitte und etabliert damit die Werkgruppe der „Lichträume“. Durch die fein ausgeführten Abstufungen der Farbtöne und die Horizontlinien erzeugenden Übergänge von Hell und Dunkel steigert er den räumlichen, assoziativ-landschaftlichen Eindruck und die immense Lichtwirkung in seinen Werken bis hin zur Perfektion (vgl. Lichtraum Chiffre 08/09/15, 2015).
Puetz nähert sich dem Wesen des Lichts bis aufs Nächste an und begibt sich mit seiner Darstellung auf eine Art Grenzgang zwischen Natur und Kunst, zwischen einem Hier und einem Dort. Man könnte auch sagen: Puetz abstrahiert das Naturerleben an der Grenze des Transzendentalen.

## Werk (Objektkunst)
Licht fasziniert Harald Puetz nicht nur auf der Leinwand. Ab den 1990er-Jahren führt dies zur Herstellung von Leuchtobjekten, die mit der reflektierenden und transluziden Eigenschaft von Materialien experimentieren. Es entstehen u. a. Akte als Groß- und Klein-Plastiken aus Aluminium und PET-Folie.
Ebenso vorwiegend in den 1990er-Jahren aber auch darüber hinaus bemalt Puetz Diagläser. Diese Werkgruppe begleitet von Anfang an als eigenständiges Genre seine Ölmalerei. Diese Glasmalerei auf dem nur 23 × 35 mm kleinen Träger ist zur großformatigen Projektion gedacht, wodurch die Farben ihre volle Leuchtkraft und Schönheit entfalten und die Intention des Künstlers zum Ausdruck bringen.

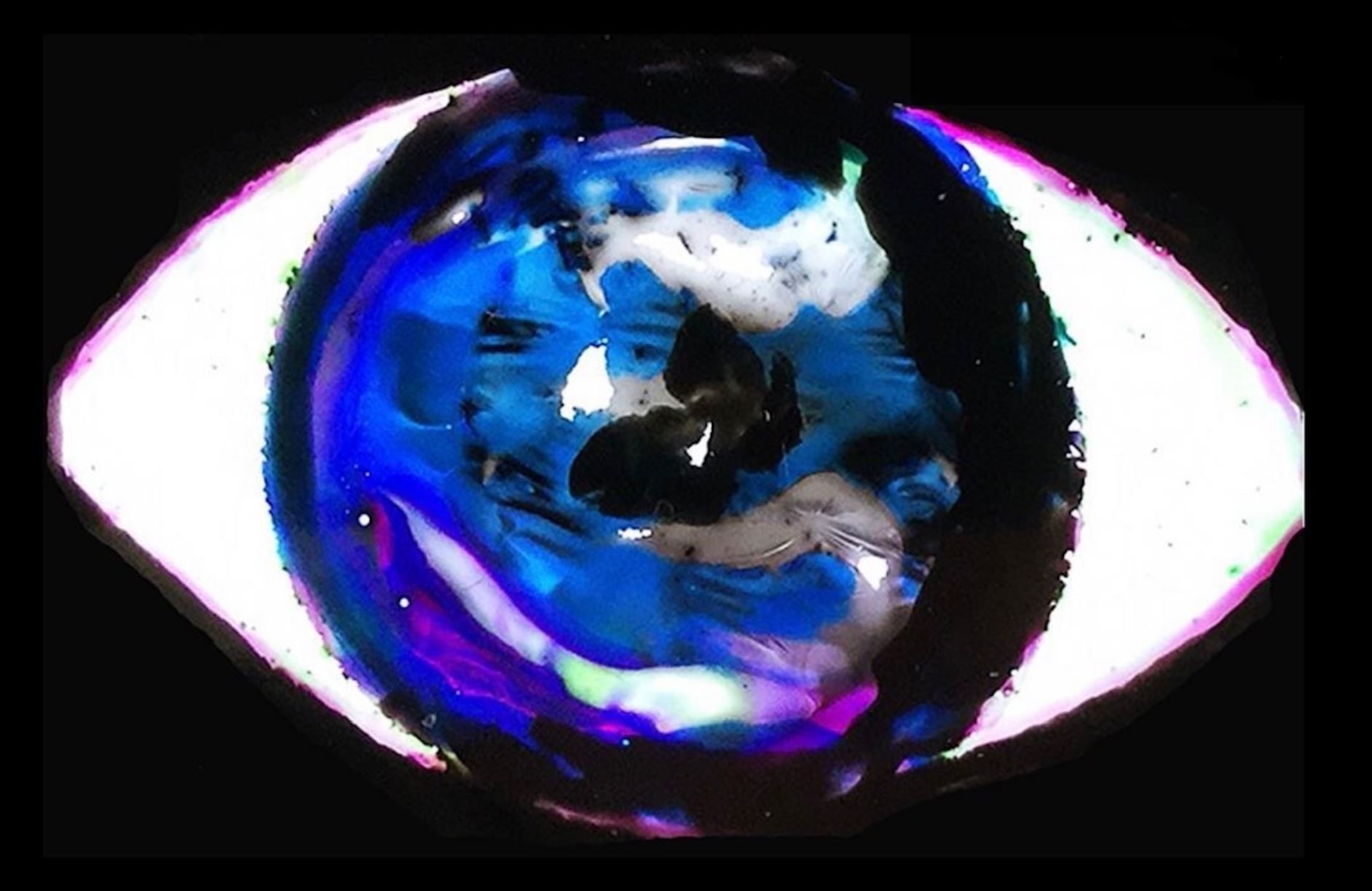
Harald Puetz., Augenlicht o.T. Chiffre 260220, 2020, Glasbild zur Projektion, 38 × 24 mm

Mit seiner jüngsten Serie Augenlicht von 2019/2020 knüpft Harald Puetz an die Glasbild-Projektionen der 1990er-Jahre an. Das Bemerkenswerte: Der Rezeptor für das Licht, unsere Augen, werden nun zum Rezipierten. Minutiös konzentriert auf dem Glas des Dia-Rähmchens erstellt Puetz verschiedene Farbaufträge, die zu den Rändern von schwarzer Farbe mandelförmig gefasst sind. Die Kreisform innerhalb der Ellipse lässt auf Anhieb das Abbild eines Auges erkennen, das in der Projektion selbst durchleuchtet wird. Puetz setzt kontrastreiche Farben ein, sodass sich trotz der Miniaturgröße des Glases in dem projizierten Abbild eine Tiefendimension einstellt, die im Zusammenspiel mit den leuchtenden Farben den Blick auf nahe und ferne Landschaften eröffnet.
Puetz‘ Aufmerksamkeit für das Phänomen des Lichts – erzeugt aus dem Reichtum verschiedenster Farbtöne – basiert nicht zuletzt auf der immer wiederkehrenden mächtigen Naturerfahrung norditalienischer Landschaften, in denen der Maler einige Wochen während des Jahres verbringt. Sein Bestreben, diesem so intensiven Licht im wahrsten Sinne „auf die Spur zu kommen“, ist bis heute ungebrochen.

## Ausstellungen (Auswahl)
- 2019 Gruppenausstellung Grenzgänge Kunst und Kultur zu Hohenaschau e.V., Aschau/Chiemgau; zusammen mit Franco Viola
- 2019 Art Karlsruhe Galerie M. Beck (Homburg/Saar)
- 2018 Einzelausstellung, Galerie der Lufthansa, Terminal 2, Curator’s Choice, München
- 2017 Einzelausstellung Merck Finck Privatbankiers AG, München
- 2017 Luxembourg Art Fair, Galerie M. Beck (Homburg/Saar)
- 2017 Kölner Liste, Galerie M. Beck (Homburg/Saar)
- 2016 Art Karlsruhe, Galerie M. Beck (Homburg/Saar)
- 2015 Gruppenausstellung Pulse of Abstraction Agora Gallery, New York
- 2015 Einzelausstellung Vom Gegenstand zum Licht, Landratsamt München
- 2014 Einzelausstellung Lichtstärke, Galerie Artroom, München
- 2012 Einzelausstellung Lichtspuren, Galerie der Kreissparkasse München, Starnberg Ebersburg
- 2011 Shanghai Art Fair, Galerie Artrays G|L Bielefeld
- 2011 Gruppenausstellung 40 Jahre Galerie Ruf, München
- 2010 Shanghai Art Fair, Galerie Artrays G|L Bielefeld
- 2010 Einzelausstellung Kunsthaus Schramm, Starnberg
- 2009 Einzelausstellung Dem Licht auf der Spur, Galerie Art Thiess, München
- 2009 Shanghai Art Fair 2009, Galerie Artrays G|L Bielefeld
- 2008 kunStart 08 Bozen, Kunsthaus Schill Stuttgart
- 2007 Einzelausstellung Lichtspuren, Privatbankiers Hauck & Aufhäuser, München
- 2007 Gruppenausstellung Accrochage 3, Galerie Noah, Augsburg
- 2005 Einzelausstellung Retrospektive 1985–2005, Galerie Art Thiess, München
- 2004 Einzelausstellung Tracce di Luce, Galeria Rotonda, Imperia/Italien
- 1996 Mediale 96 „Festival der Projektionen“, Nürnberg